# Creepy Nights at Freddy's
Creepy Nights at Freddy's — білоруська відеогра вироблена і опублікована Immortalized Studios у 2018 році. Виконана у тривимірній графіці, на рушію Unreal Engine 4.

## Ігровий процес

Скришот офісу з гри.

Робота охоронцем в піцерії з аніматроніку ніколи не була легкою. І граючи в Creepy Nights at Freddy's вам не варто розслаблятися: Ви можете пересуватися по приміщенню, але у ньому персонаж ніколи не буде самотній, бо є аніматроніки, які спочатку нерухомі, але потім вони починають ходити, й якщо підійти до них —  на екрані з'явиться скрімер, це означає програш. Щоб захиститися від них, можна закривати і відкривати двері у офісі, також є ліхтарик, яким можна осліпити одного з аніматроніків. На стінах висять дитячі малюнки, а також плакати. На робочому столі можна побачити паперу і зім'яті листи. У кутку столу знаходиться система камер спостереження, якої слід користуватися для запобігання несподіваного нападу аніматроніку. Для гри Creepy Nights at Freddy's буде потрібно не слабкий комп'ютер, здатний промальовувати графіком настільки деталізованою гри без підвисань.

## Історія створення
Ще до анонсу гри, замислювалося, що вона буде зватися «Unreal Shift at Freddy's». Але цього не відбулося, через те, що назва була у іншого геймдизайнера — Ніксона, й майбутній автор Creepy Nights at Freddy's побоювався що йому це не сподобається. І через деякий час її було названо теперішнім іменем.